# Licuala simplex
Licuala simplex là loài thực vật có hoa thuộc họ Arecaceae. Loài này được (K.Schum. & Lauterb.) Becc. mô tả khoa học đầu tiên năm 1921.